# Oparbella junquana
Espèce
Oparbella junquana est une espèce de solifuges de la famille des Solpugidae.

## Distribution
Cette espèce est endémique d'Algérie. Elle se rencontre vers l'Hamada du Guir.

## Publication originale
- Lawrence, 1966 : Two new Solifugae (Arachnida) from Algerian North Africa. Bulletin du Muséum National d'Histoire Naturelle, sér. 2, vol. 37, p. 983-988.